# Риччоне
Річчоне (італ. Riccione) — муніципалітет в Італії, у регіоні Емілія-Романья,  провінція Ріміні.
Річчоне розташоване на відстані близько 240 км на північ від Рима, 120 км на південний схід від Болоньї, 9 км на південний схід від Ріміні.
Населення — 35 127 осіб (2014).

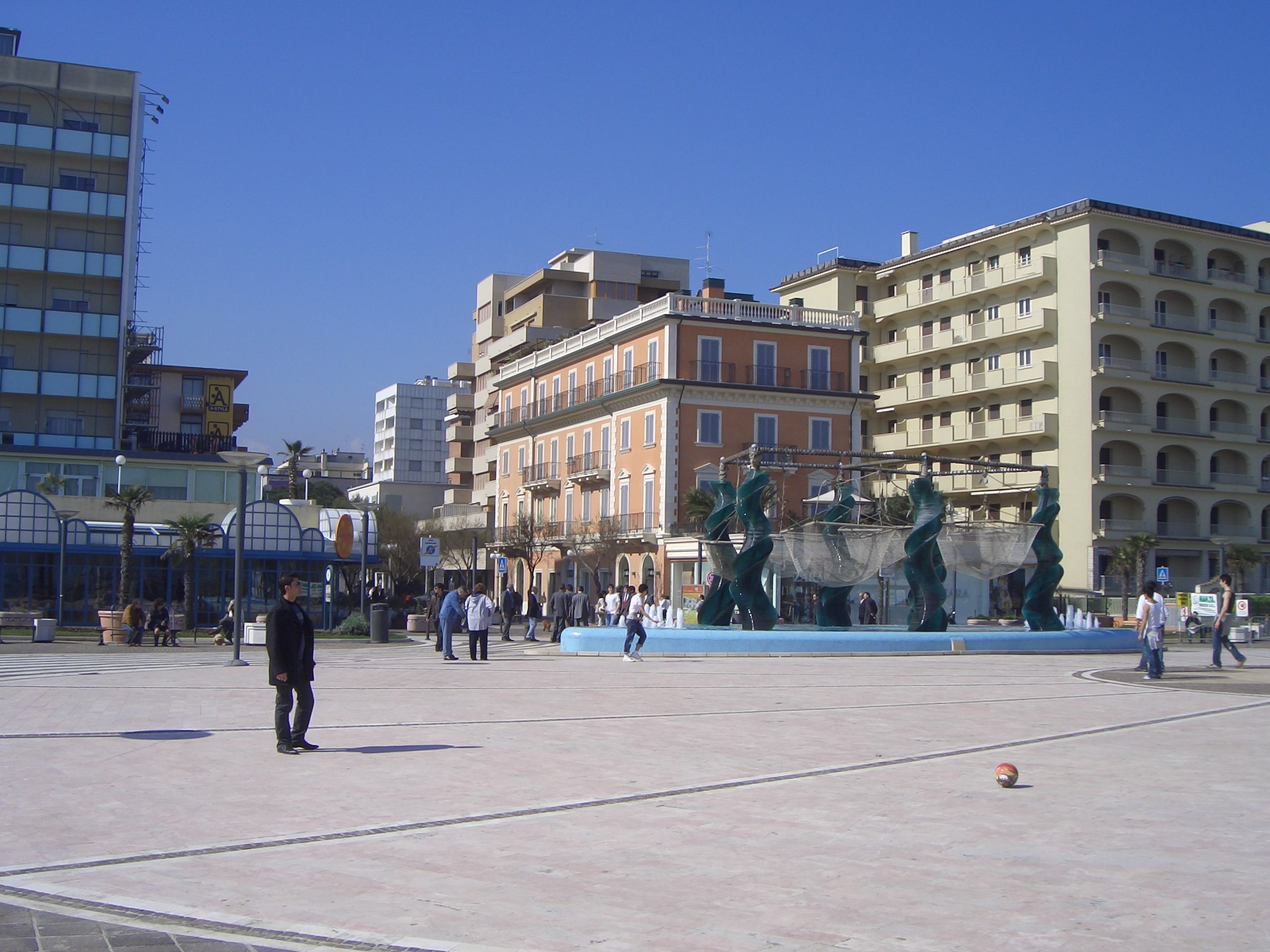

Щорічний фестиваль відбувається 11 листопада. Покровитель — святий Мартин.

## Демографія
Населення за роками:

Станом на 1 січня 2023 року в муніципалітеті офіційно проживало 3205 іноземців з 84 країн, серед них 671 громадянин країн Євросоюзу та 639 громадян України.

## Уродженці
- Паоло Конті (*1950) — відомий у минулому італійський футболіст, воротар.

## Сусідні муніципалітети
- Коріано
- Мізано-Адріатіко
- Ріміні